# Earl of Sandwich

Wappen der Earls of Sandwich

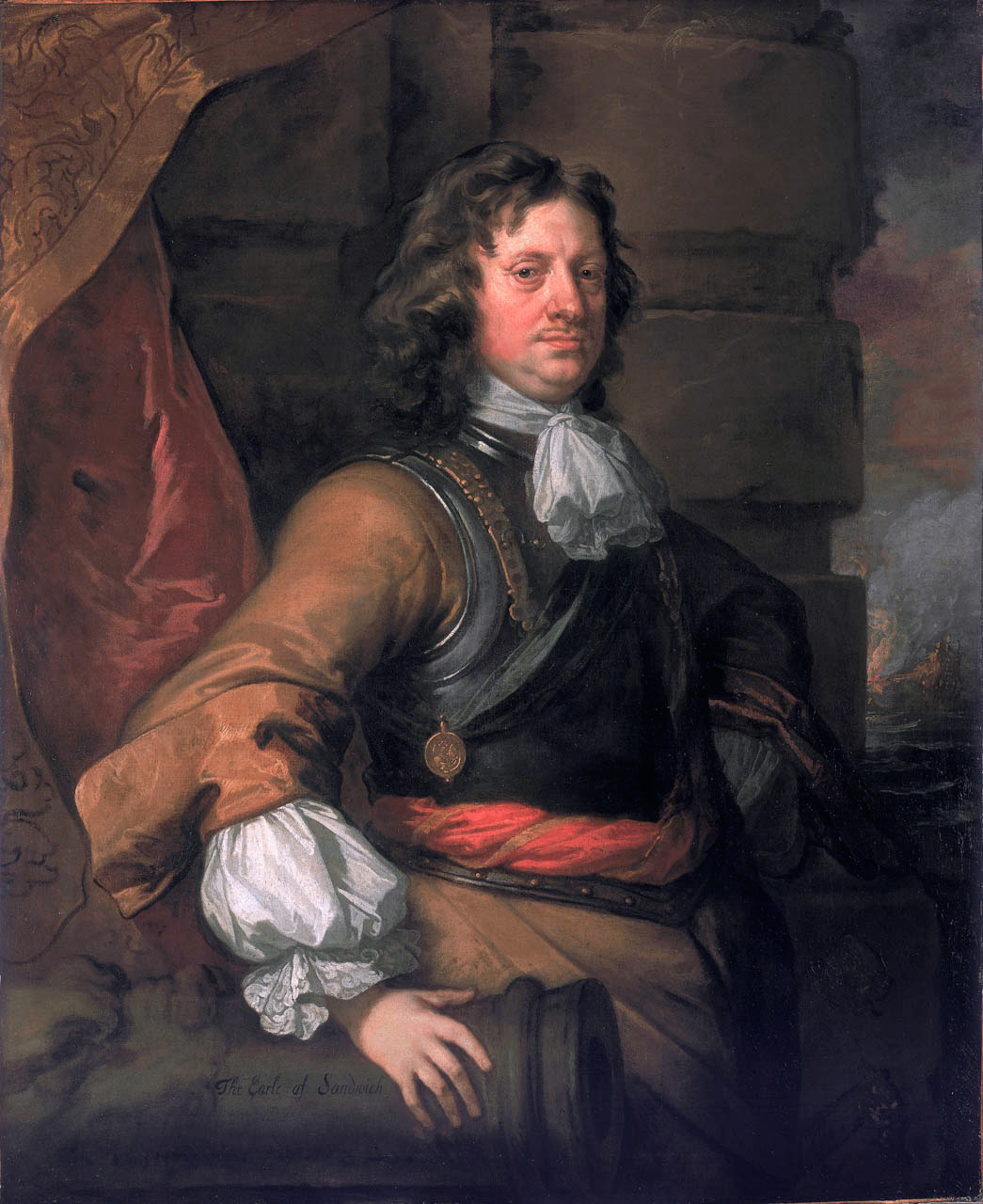
Edward Montagu, 1. Earl of Sandwich

Earl of Sandwich ist ein erblicher britischer Adelstitel in der Peerage of England, benannt nach der Stadt Sandwich in Kent.
Familiensitz der Earls ist Mapperton House in Dorset.

## Verleihung und Geschichte des Titels
Der Titel wurde am 12. Juli 1660 von König Karl II. geschaffen und Sir Edward Montagu verliehen. Dieser war ein berühmter Admiral und Politiker, der insbesondere die Stuart-Restauration betrieb, nachdem er Oliver Cromwell bis zu dessen Tod unterstützt hatte. Zusammen mit der Earlswürde wurden ihm die nachgeordneten Titel Viscount Hinchingbrooke, of Hinchingbrooke in the County of Huntingdon und Baron Montagu, of St. Neots in the County of Huntingdon, verliehen.
Sein Nachfahre, Alexander Montagu, 10. Earl of Sandwich, legte am 24. Juli 1964 gemäß dem Peerage Act 1963 seine Titel ab, um zur Unterhauswahl kandidieren zu können. Die Titel ruhten daraufhin, bis ihm bei seinem Tod 1995 sein Sohn John Montagu als 11. Earl nachfolgte. Dieser hat den Titel bis 2025 inne, seither ist sein Sohn Luke Montagu Titelinhaber. 

## Liste der Earls of Sandwich (1660)
- Edward Montagu, 1. Earl of Sandwich (1625–1672)
- Edward Montagu, 2. Earl of Sandwich (1644–1689)
- Edward Montagu, 3. Earl of Sandwich (1670–1729)
- John Montagu, 4. Earl of Sandwich (1718–1792)
- John Montagu, 5. Earl of Sandwich (1744–1814)
- George Montagu, 6. Earl of Sandwich (1773–1818)
- John Montagu, 7. Earl of Sandwich (1811–1884)
- Edward Montagu, 8. Earl of Sandwich (1839–1916)
- George Montagu, 9. Earl of Sandwich (1874–1962)
- Alexander Montagu, 10. Earl of Sandwich (1906–1995) (verzichtete 1964 auf den Titel)
- John Montagu, 11. Earl of Sandwich (1943–2025)
- Luke Montagu, 12. Earl of Sandwich (* 1969)

Titelerbe (Heir apparent) ist der ältere Sohn des jetzigen Earls, William Montagu, Viscount Hinchingbrooke (* 2004).

## Trivia
Das Sandwich genannte belegte Brot ist nach dem vierten Earl benannt. Angeblich ließ er sich belegte Brote machen, damit er seine Cribbage-Partien nicht wegen solcher Unwichtigkeiten wie Mahlzeiten unterbrechen musste.